# ツナギ地域開発
ツナギ地域開発は、新潟県南魚沼郡湯沢町にあるニューオータニグループ企業と湯沢町の第三セクターの会社。

## 沿革
- 1989年（平成元年）- 9月1日、 ニューオータニ湯沢開発（株） と湯沢町の出資により設立。
- 1995年（平成7年）- 3月31日、 工事完了。

## 概要
新潟県道351号神立湯沢線の冬季通行とNASPAスキーガーデンの開発目的のためツナギ川の砂防施設 (調整池ダム・砂防ダム・流路溝など)
の建設と都市計画街路の建設をするため、平成元年にニューオータニ湯沢開発（株）と湯沢町の第3セクター会社として設立。資金は民間都市開発推進機構のNTTA型資金を活用し、建設工事を進めて1995年に工事完了。
- 道路は新潟県へ、砂防施設は国土交通省へ寄付。
- 現在は収入のない第3セクターであり、年1回の取締役会と株主総会の開催だけ。
- 借入金の返済（6年程）が完済するまで存続。
- ニューオータニ湯沢開発は、1987年（昭和62年）4月設立（ニューオータニ 50％・佐藤工業 50％）
  - 現在はNASPAニューオータニ（HRTニューオータニNASPA事業部）

## 定款
- 地域開発、都市開発等の事業並びにこれらに関する企画、設計監理及びコンサルティング業務。
- 建設工事の企画、設計、監理及びコンサルティング業務。
- 前各号に付帯し、又関連する一切の業務。

## 役員
- 代表取締役 大木勉
- 取締役 高橋逸郎
- 取締役 田村正幸
- 取締役 佐久間知良
- 取締役 出原儀巳
- 監査役 新井邦夫